# Comedy Central (Magyarország)
A Comedy Central Magyarország az azonos nevű amerikai tévéadó magyar változata, amely 2008. október 1-én indult a VH1-al osztott műsoridőben, 2009. május 1-e óta már önálló 24 órában sugároz.

## Története
A magyar adásváltozat indulását 2007. április 29-én jelentették be, amikor is tervbe vették a csatorna elindítását, így ezzel a csatorna nevét (illetve a logót) is leleplezték.  A magyar adásváltozat indulásának időpontját 2008. június 17-én bejelentették, melyre az év október 1-én került sor. Az adás szintén a Viacom tulajdonában lévő VH1 zenecsatornán volt fogható osztott műsoridőben délután kettő és éjjel kettő között, így az induláskor közel 1,5 millió magyar háztartásban volt elérhető, ami 50%-os lefedettséget jelentett. A 2009. első két havának nézettségi adatai alapján a csatorna a 18-49 éves korcsoportban, a főműsoridős nézettséget tekintve átlagosan körülbelül 0,4%-os közönségarányt ért el. 2009. május 1-jétől a csatorna 24 órában kezdett sugározni és a VH1 is 24 órában visszakerült a kábelszolgáltatókhoz.
2010. július 15-én a csatorna a cseh médiahatóság alá került, így a korhatárkarikák eltűntek. 2011 márciusában bejelentették a csatorna arculat- és logóváltását, melyre Magyarországon 2011. április 1-én került sor. Az arculatot Daniel Pernikoff tervezte.
A csatorna reklámidejét 2016. január 1. óta az RTL Saleshouse értékesíti, korábban a reklámsávot az Atmedia kezelte.
2019. június 4-én a Comedy Central (és az egykori CC Family) új logót és új arculatot kaptak, melyet 2018-ban Laura Rieland valósított meg, először Amerikában.
A 18-as korhatár-besorolású tartalmak alatt látható jelzése 2011-2019-ig egy piros korong volt, ami először a kép bal, majd a jobb felső sarokban, míg 2019-2022-ig egy csillag volt, ami a képernyő bal alsó sarkán volt látható. Jelenlegi jele egy 18+-ot ábrázoló piros négyzet (ugyanazt a jelzést használja a Paramount Network is).
A csatorna hangja Lengyel Tamás.
2025 nyarán a Paramount Global tulajdonosa bejelentette, hogy év végén megszűnik a csatorna.

## Saját gyártású műsorai
- A Comedy Central bemutatja
- Comedy Club
- Duma Aktuál on the Road
- Dunszt: Elvagyunk, mint a befőtt
- És Ubul
- Hadházi on the Road
- Heti Dörgés Villám Gézával
- KAP on the Road
- Készhelyzet
- Magyarok az űrben
- Mélygarázs
- Mélynyomó
- Mélyvíz
- Susogós Mackók
- Télvíz
- Tömény történelem

### Kapcsolódó műsorok
- Spanok: 2021. szeptember 1 és 2021. október 20. között mutatták be a Comedy Central Facebook oldalán.
- Nyerő Város: 2022. szeptember 28. és 2022. október 19. között kerültek ki a YouTube-ra.
- Comedy Konyha: 2022. december 5. és december 27. között mutatták be a Comedy Central Facebook oldalán és YouTube csatornáján.

### Különleges hétvégék
A csatorna több tematikus hétvégét is szervezett már műsoraiból, amelyek során a teljes műsoridőt az adott körbe illő műsorok tették ki.
- Magyarok Hétvége (Magyar műsorok hétvégéje)
- Animációs Hétvége (Animációk hétvégéje)
- Mr. Bean Hétvége (Mr. Bean sorozat hétvégéje)
- Brit Hétvége (Angol vígjátékok hétvégéje)
- Beugró Hétvége (A Beugró sorozat hétvégéje)
- Rendőr Hétvége (Rendőrös sorozatok hétvégéje)
- Irigy Hónaljmirigy Hétvége

## Logói

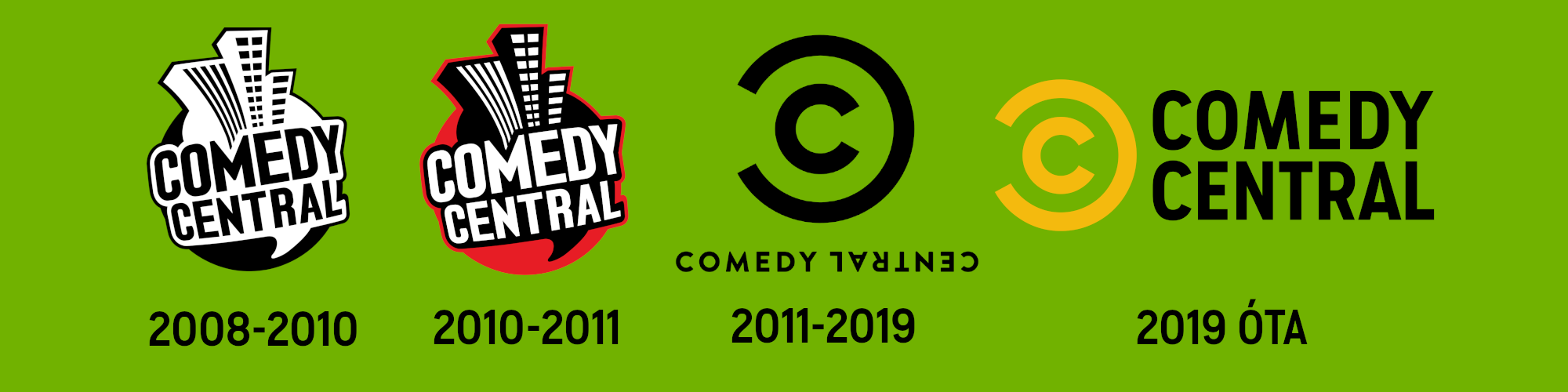
A csatorna logói 2008-tól napjainkig

## Programigazgatói
- 2008–2010: Lengyel Attila[14]
- 2010–2012: Litkai Gergely[15]
- 2012–2015: Temesvári Marietta[16]
- 2015–2019: Kabai Zoltán[17][18]